# Estònia al Festival de la Cançó d'Eurovisió 2012
| Edició                   | 2012                                                  |
| Televisio(ns) implicades | ERR                                                   |
| Nom de la preselecció    | Eesti Laul                                            |
| Dates                    | La final està prevista pel 3 de març de 2012.         |
| Format                   | Preselecció oberta: dues semifinals i una gran final. |
| Presentadors             | Per determinar.                                       |
| Nombre de participants   | 20                                                    |

La televisió pública estoniana ERR torna a emprar el format de preselecció oberta, anomenat Eesti Laul, per escollir el seu representant per a l'edició de 2012.

## Organització
L'ens estonià va obrir un període de recepció de propostes des del dia 26 de setembre fins al dia 12 de desembre de 2011. En total, en va rebre 159 propostes.

El comité organitzador de la cadena va triar posteriorment els 20 semifinalistes que competiran els dies 18 i 25 de febrer de 2012 per obtenir una de les 10 places de la final, que tindrà lloc el 3 de març de 2012.

El guanyador, a més d'obtenir el bitllet per Bakú, serà guardonat amb un premi de 2.000 euros.

La seu de les gales televisades serà el Nokia Concert Hall, a la capital, Tallinn.

## Candidats
Els 20 candidats escollits es van donar a conèixer el 15 de desembre de 2011:

- Malcolm Lincoln - Bye
- Teele Viira - City nights
- Janne Saar - Fight for love
- Pop Maniacs - I don't know
- Erasmus Rotterdamis - Kuu pääle
- Ott Lepland - Kuula
- Liis Lemsalu - Made up my mind
- Lenna - Mina jään
- Milky Whip - My love
- Traffic - Nasa
- Tenfold Rabbit - Oblivation
- Cat Eye - Ride
- Orelipoiss - Zombi
- August Hunt - Tantsulõvi
- Mimicry - The destination
- Soul Militia - The future is now
- Loss Paranoias - Valedetektor
- Birgit Õigemeel - You're not alone
- Soundclear - A little soldier
- Mia - Bon voyage